# Trêve de Noël
Pour les articles homonymes, voir Trêve.
L'expression trêve de Noël désigne les trêves et cessez-le-feu spontanés ayant eu lieu pendant Noël et le réveillon de Noël pendant la Première Guerre mondiale.
Ces trêves concernent des troupes allemandes, britanniques, belges et françaises dans les tranchées, en particulier celles entre les troupes britanniques et allemandes stationnées le long du front de l'Ouest en 1914, et dans une moindre mesure en 1915.
Ces trêves furent cependant limitées.

## Histoire

### Contexte

#### Début du conflit
La Première Guerre mondiale oppose la Triple-Entente aux Empires centraux. Le 3 août 1914, le Royaume-Uni déclare la guerre à l'Allemagne à la suite de l'ultimatum contre la Belgique, pays dont elle garantit la neutralité. Les troupes allemandes avancent jusqu'à 70 km de Paris en passant par le territoire belge et l'ouest de la France. Du 6 au 12 septembre 1914, lors de la première bataille de la Marne, les Français et les Britanniques réussissent à forcer une retraite allemande en exploitant une lacune entre la Ire et la IIe armée, mettant fin à l'avance allemande en France. L'armée allemande se retire au nord de la rivière Aisne et se fortifie, instituant les débuts d'un front statique à l'Ouest qui durera trois ans. À la suite de cet échec, les forces en opposition tenteront de se déborder dans une course vers la mer, et étendront rapidement des réseaux de tranchées de la mer du Nord à la frontière suisse.

#### Approche de Noël
Dans toute l’Europe, des campagnes de collecte sont organisées pour distribuer des cadeaux de Noël aux soldats du front.
Les soldats britanniques reçurent une boîte estampée à l’effigie de la princesse Mary contenant du chocolat, du tabac et un message du couple royal. Les forces allemandes reçurent de Guillaume II des pipes (pour les soldats) et des paquets de cigarettes (pour les officiers). Quelques jours avant Noël,  Raymond Poincaré visita l’entrepôt parisien où les cadeaux pour les soldats français étaient en train d’être amassés. Les soldats allemands reçoivent aussi des sapins fournis par l'armée.
Le 7 décembre 1914, le pape Benoît XV demande aux belligérants de consentir à une trêve. Les gouvernements allemands, belges et britanniques répondent en premiers temps favorablement. Les gouvernements des pays à majorité orthodoxes refusent et le gouvernement français ne veut pas interférer avec les offensives en cours.

### Trêves
Plusieurs eurent lieu le long du front de l’Ouest, en particulier celles entre forces britanniques et allemandes.

#### Trêves entre Britanniques et Allemands

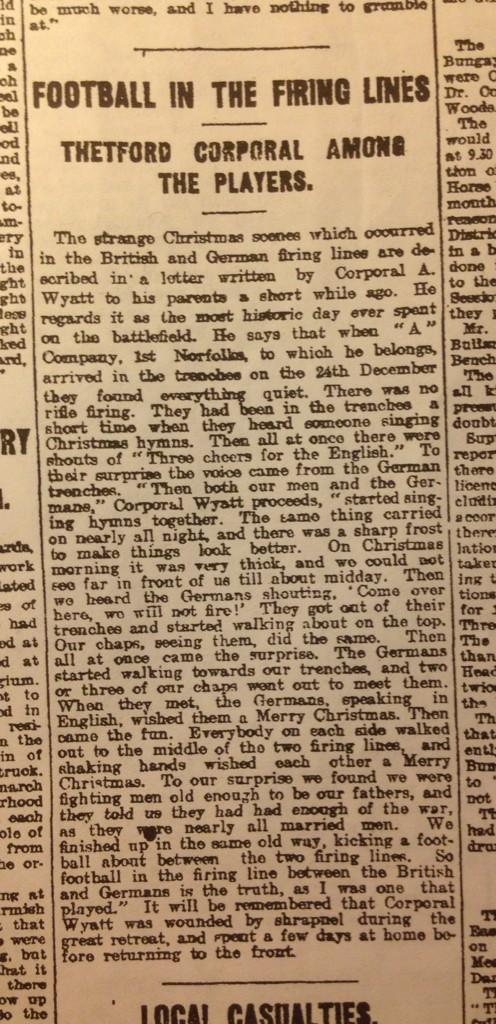
Article sur les trêves de Noël publié dans le The Thetford and Watton Times le 13 février 1915.

Des soldats allemands et britanniques entonnèrent des chants de Noël repris par le camp d'en face. Plus tard , les hommes passèrent du temps ensemble en dehors des tranchées comme jouer au football ou au cartes par exemple, ils échangèrent également des salutations ainsi que des cadeaux, comme du rhum ou des cigares.

#### Trêves entre Français et Allemands

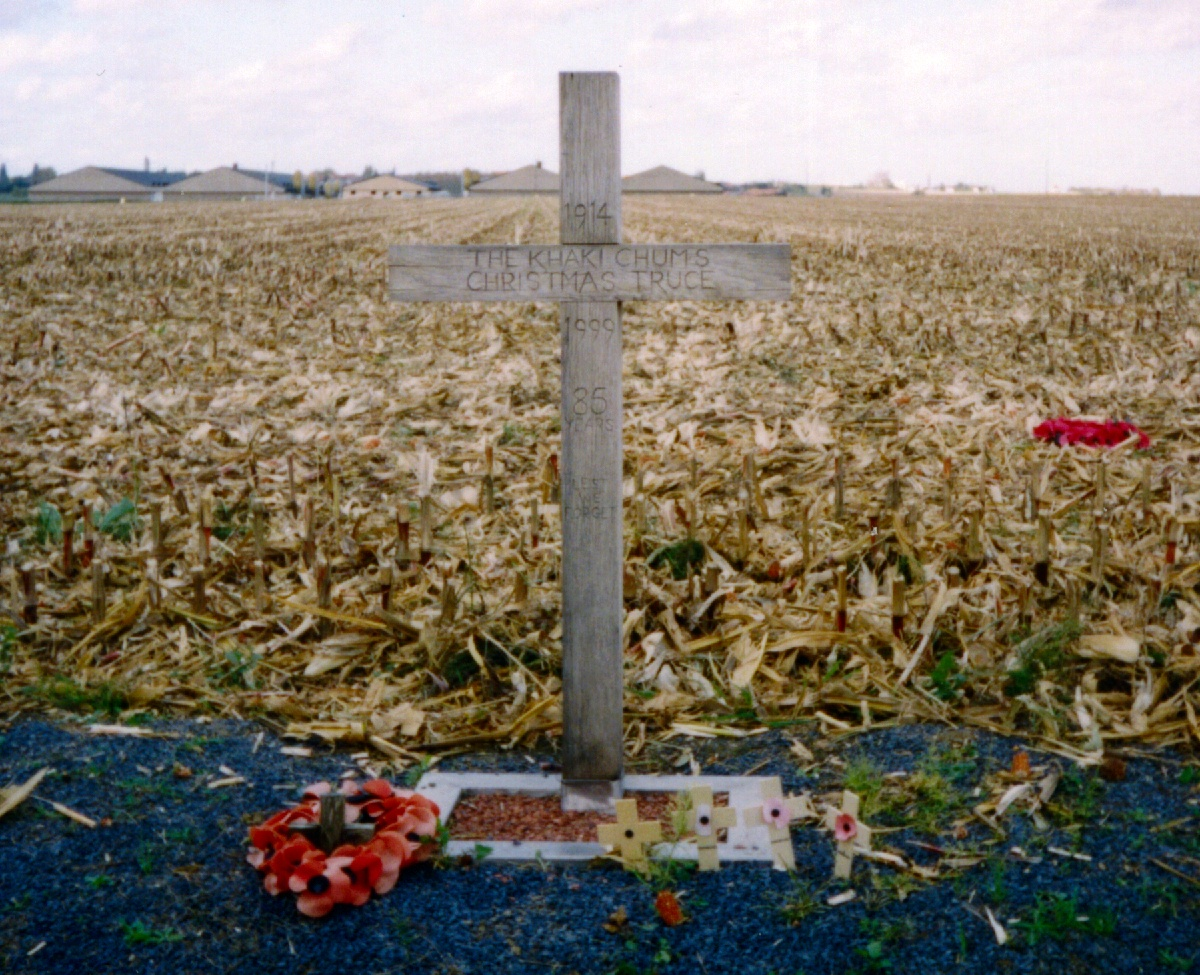
Une croix, au Saint-Yvon (Comines-Warneton) (à gauche) en Belgique en 1999, pour célébrer le site de la trêve de Noël pendant la Première Guerre mondiale en 1914.

Il y eut également des trêves dans les batailles opposant des soldats français et allemands. Cependant, celles-ci sont bien moins connues, probablement en raison du grand nombre de documents censurés par les autorités militaires à cause de leur contenu (descriptions d'opérations militaires susceptibles d'arriver aux mains de l'ennemi, description péjorative en conflit avec la désinformation faite par les journaux français de l'époque, etc.). Aujourd'hui, de nombreux témoignages de soldats français ayant fraternisé avec des soldats allemands sont disponibles dans des archives historiques,.

Un épisode de cessez-le-feu est détaillé par Frédéric Branche, soldat du 99e régiment d'infanterie positionné près de Fontaine-lès-Cappy :
J'ai écrit hier ma lettre du nouvel an pour maman. Cela m'a donné le cafard pour une partie de la journée. Pour tous, les fêtes de fin d'année auront de la tristesse : amis et ennemis, tous souffrent de la séparation avec la famille et même il semble que les hommes aient voulu faire trêve à leur tuerie, comme semble le prouver le fait suivant.

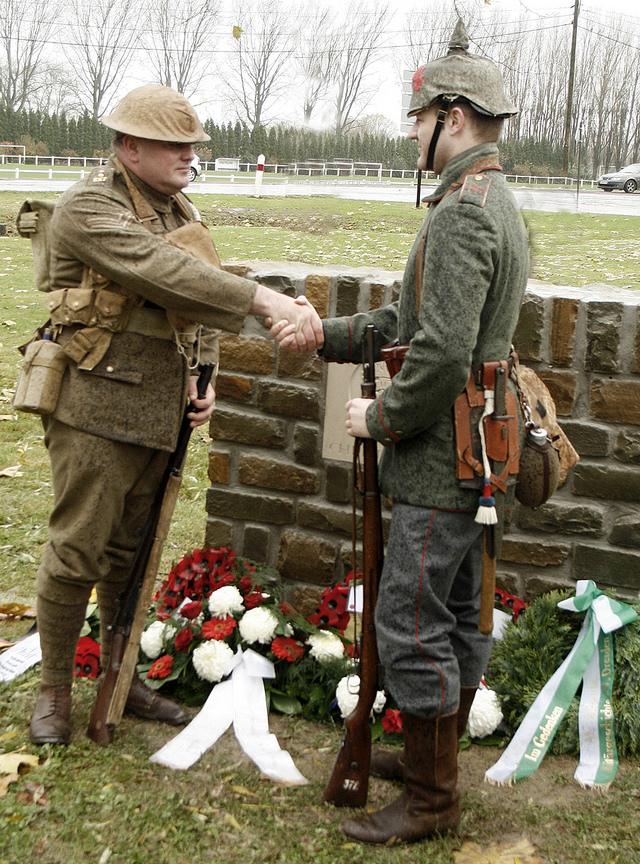
Peter Knight et Stefan Langheinrich, descendants de vétérans de la Grande Guerre, lors du dévoilement du mémorial de la trêve de 1915, en 2008.

Près de la Meuse, une compagnie allemande a demandée aux français de faire feu à blanc, sur leur tranchée,  afin de repousser l’inspection journalière.

### Noëls suivants
Le commandement allié notamment a pris toutes les mesures pour éviter un rapprochement avec l’adversaire. Par exemple, les troupes sont fréquemment déplacées pour éviter la moindre accointance avec les soldats d’en face.

## Historiographie

### Origines
Les témoignages sur le camp des premiers soldats ayant organisé des trêves diffèrent.

### Fréquence des fraternisations
Ces trêves restent des cas isolés pendant le conflit. Par exemple, aucune unité canadienne n'a participé à des trêves. Selon Yves Le Maner : « les trêves de Noël 1914 sont une exception qui confirme la règle, celle d'une violence guerrière débridée. ».

### Matchs de football
Des témoignages rapportés et indirects firent leur apparition dans les journaux et dans les courriers, mais les témoignages directs, d’une personne ayant assisté à un match ou bien en ayant directement disputé un, sont rares.
L’existence d’un match a pu être authentifiée grâce à deux lettres écrites par des soldats britanniques, le caporal Albert Wyatt et le sergent Frank Naden, qui y décrivent une partie à Wulvergem. Le récit d’Albert Wyatt fut publié dans un article du Thetford Times décrivant une « partie de ballon entre deux lignes de tir. ».
À l’aide de méthodes similaires, des historiens purent confirmer l’existence d’un autre match à Frelinghien.
Le match entre Britanniques et Allemands est immortalisé par une statue symbolique inaugurée par l’UEFA le 11 décembre 2014 à Ploegsteert. En 2014, pour célébrer le centenaire de la Première Guerre, une revanche est organisée à Aldershot.

### Après la Première Guerre mondiale
Les trêves de Noël sont peu documentées par les livres d’histoire, les commentaires des acteurs de l’époque et même les analyses des spécialistes. Cela s'explique par l’élan patriotique qui accompagne le souvenir de la guerre.

## Dans les arts et la culture populaire

### Musique

#### Chanson
- Le clip de Pipes of Peace de Paul McCartney met en scène cette trêve.
- La Trêve de Noël de la chanteuse Celeen'A (paroles/musique de Céline Schmink) évoque les cessez-le-feu de Noël lors de la Grande Guerre.
- Décembre 1914 de Pierre Lachat évoque la nuit de Noël 1914.
- Christmas Truce du groupe Sabaton traite de la trêve de Noël de 1914[15].
- Smiling from Across de Dusk of Delusion parle de la trêve de Noël (2020)[16].

### Filmographie

#### Cinéma
- 2005 : Joyeux Noël de Christian Carion.

#### Télévision

##### Documentaires
- Michaël Gaumnitz, Premier Noël dans les tranchées, France 3, Nord-Pas-de-Calais-Picardie, Nord-Ouest Documentaires, INA Productions, CRRAV Nord-Pas-de-Calais, 2005, 52 min (TSR:Premier Noël dans les tranchées, un documentaire de Michaël Gaumnitz) ;
- Vikram Jayanti, Filmographie 14-18 : La trêve de Noël, France 2, Célia Quartemain.

##### Série
- 2017 : Il était deux fois saison 10 de Doctor Who